# Khdrants
Khdrants (in armeno Խդրանց) è un comune di 55 abitanti (2010) della Provincia di Syunik in Armenia.